# Генслоу, Джордж
Джордж Ге́нслоу (англ. George Henslow) (23 марта 1835 — 30 декабря 1925) — натуралист, священник Англиканской церкви, младший сын известного ботаника Джона Генслоу, лектор и преподаватель. Автор целого ряда книг, посвящённых ботанике, теории эволюции, отношениям науки и религии. В 1858 году окончил Кембриджский университет и принял священнический сан. Член Линнеевского общества с 1864 года. C 1886 по 1890 год преподавал ботанику в медицинской школе при госпитале св. Варфоломея. Много лет читал лекции при Королевском садоводческом обществе.